# Mistrzostwa Polski w Biathlonie 2021
53. Mistrzostwa Polski w biathlonie odbyły się w dniach 19–21 marca 2021 roku w Dusznikach-Zdroju. Rozegrano biegi indywidualne, sprinty oraz biegi ze startu wspólnego.
53. edycja mistrzostw Polski planowana była pierwotnie na 27-29 marca 2020 w Dusznikach-Zdrój, ale została z uwagi na zagrożenie epidemiologiczne wywołane pandemią COVID-19 w Polsce została odwołana. W kolejnym terminie planowanym na 27-29 grudnia 2020 również w Dusznikach-Zdrój zawody nie odbyły się z uwagi brak dostatecznej pokrywy śniegu.

## Terminarz i medaliści
| Data       | Konkurencja                | Złoto                                     | Srebro                             | Brąz                                   |
| 19.03.2021 | Bieg indywidualny kobiet   | Monika Hojnisz-Staręga AZS AWF Katowice   | Kamila Żuk AZS AWF Katowice        | Anna Nędza-Kubiniec BKS WP Kościelisko |
| 19.03.2021 | Bieg indywidualny mężczyzn | Jan Guńka BKS WP Kościelisko              | Przemysław Pancerz AZS AWF Wrocław | Wojciech Janik AZS AWF Wrocław         |
| 20.03.2021 | Sprint kobiet              | Monika Hojnisz-Staręga AZS AWF Katowice   | Anna Mąka BKS WP Kościelisko       | Joanna Jakieła BKS WP Kościelisko      |
| 20.03.2021 | Sprint mężczyzn            | Andrzej Nędza-Kubiniec BKS WP Kościelisko | Jan Guńka BKS WP Kościelisko       | Wojciech Filip AZS AWF Wrocław         |
| 21.03.2021 | Bieg masowy kobiet         | Anna Mąka BKS WP Kościelisko              | Magda Piczura BKS WP Kościelisko   | Karolina Pitoń BKS WP Kościelisko      |
| 21.03.2021 | Bieg masowy mężczyzn       | Grzegorz Guzik BLKS Żywiec                | Przemysław Pancerz AZS AWF Wrocław | Wojciech Filip AZS AWF Wrocław         |